# Saison 3 de Misfits
Chronologie
Saison 2 Saison 4
Cet article présente les huit épisodes de la troisième saison de la série télévisée britannique Misfits.

## Généralités
Cette troisième saison est composée de 8 épisodes plus deux webisodes diffusés uniquement sur le site internet de la chaîne anglaise,.

## Synopsis
Après le départ de Nathan pour Las Vegas, Simon, Curtis, Kelly et Alisha, ayant été condamnés pour des raisons diverses à des travaux d'intérêt général (TIG) sont libres de tout engagement et essayent de reprendre leur vie. Un jour, ils font la rencontre de Rudy, qui a le pouvoir de se dédoubler, et les entraîne malgré eux à prendre la fuite dans une voiture volée pour se retrouver de nouveau condamnés à effectuer des TIG au centre communautaire. Cependant, ils possèdent tous un nouveau super-pouvoir et comptent bien se sortir de là.
La relation entre Simon et Alisha connait des hauts et des bas, Simon s'entrainant pour devenir le Superhoodie mais sa compagne ayant peur de le voir partir pour se consacrer à son rôle de super-héros. De son côté, Kelly cherche à en savoir plus sur Seth, le donneur de pouvoir, et les deux tombent amoureux l'un de l'autre. Curtis s'amuse avec son nouveau pouvoir (le changement de sexe) jusqu'à ce qu'il se décide à changer de pouvoir avec Seth, qui lui propose un marché : utiliser le pouvoir qu'il vient de récupérer, la résurrection des morts, pour ramener à la vie sa fiancée. Curtis accepte, mais la situation dégénère, son pouvoir créant en fait des zombies assoiffés de sang.

## Distribution

### Acteurs principaux
- Iwan Rheon : Simon Bellamy
- Lauren Socha : Kelly Bailey
- Nathan Stewart-Jarrett : Curtis Donovan
- Antonia Thomas : Alisha Daniels
- Joseph Gilgun : Rudy Wade

## Liste des épisodes

### Épisode 0: titre français inconnu (Vegas Baby!)
- Royaume-Uni : 15 septembre 2011 sur le site internet de E4[4]

### Épisode 1:Nouvelle Donne
- Royaume-Uni : 30 octobre 2011 sur E4
- France : 29 avril 2012 sur OCS Choc[5],[6]

- Royaume-Uni : 1,794 million de téléspectateurs

Au centre communautaire, trois nouveaux délinquants font leurs travaux d'intérêt général (TIG), pendant que Simon, Alisha, Curtis et Kelly passent leurs temps ensemble entre l'appartement de Simon et le bar de Curtis. Chacun apprend à utiliser son nouveau pouvoir : Simon peut voir le futur à courte durée, Alisha a la capacité de voir à travers les yeux d'autres personnes, Kelly maitrise la conception de fusées et Curtis peut se changer en fille. De son côté, Nathan est parti gagner de l'argent à Las Vegas.
Le centre revient dans la vie des quatre quand il croise la route d'un des nouveaux, Rudy, qui s'est attiré les « foudres » d'une fille capable de « geler » les gens alentour pour se venger et commettre des meurtres. Le pouvoir de Rudy lui joue des tours : il est capable de se dédoubler, mais son doppelganger est un homme torturé par ses traumatismes passés, dont sa rencontre avec Alisha.

### Épisode 2:Dans la peau d’une autre
- Royaume-Uni : 6 novembre 2011 sur E4
- France : 29 avril 2012 sur OCS Choc[5],[6]

- Royaume-Uni : 1,625 million de téléspectateurs

Curtis participe à des sélections d'athlétisme en utilisant son pouvoir de changement de sexe : il devient Melissa, et découvre ce que c'est que d'être une fille. Melissa devient ainsi la cible des réflexions de Rudy et du superviseur du groupe, mais il/elle est intéressé par Emma, une autre athlète. Si avec Curtis, rien ne va, en tant que Melissa, il parvient à ses fins. Pendant ce temps, Kelly essaie d'en savoir plus sur le revendeur de pouvoir.

### Épisode 3:Destins animés
- Royaume-Uni : 13 novembre 2011 sur E4
- France : 6 mai 2012 sur OCS Choc[6]

- Royaume-Uni : 1,498 million de téléspectateurs

Lors d'un de ses entraînements sous le costume de Superhoodie, Simon sauve un homme, Peter, d'une agression. Peter se retrouve plus tard dans le même groupe de condamnés que Simon et reconnait ce dernier. Rapidement, les deux se lient d'amitié et se confient leurs secrets, Peter étant fasciné par le personnage de super-héros qu'incarne Simon. Alisha voit d'un mauvais œil l'intrusion de Peter dans sa vie et le rejette. Peu après, Simon rompt avec elle et disparait.
Quand Alisha demande de l'aide à Curtis, Kelly et Rudy, Simon les attaque sous son costume. Ils découvrent plus tard que Peter fait des bandes dessinées dont l'intrigue se réalise : c'est ainsi qu'il a engendré l'amitié entre Simon et lui-même, puis la rupture et l'attaque. Ils déchirent les dessins, annulant leur influence sur Simon qui réalise ce qu'il a fait. Ce dernier rompt aussitôt tout contact avec Peter, qui voulait lui montrer ce que doit faire un vrai héros.

### Épisode 4:Allo, Hitler?
- Royaume-Uni : 20 novembre 2011 sur E4
- France : 6 mai 2012 sur OCS Choc[6]

- Royaume-Uni : 1,442 million de téléspectateurs

En 2011, Friedrich Hirsch, un juif ayant survécu à la Shoah, décide d'utiliser le pouvoir de remonter dans le temps qu'il a reçu de Seth pour tenter d'assassiner Adolf Hitler. Mais il échoue, est blessé et laisse s'échapper son téléphone portable avant de revenir en 2011. Ce dernier acte change l'Histoire : grâce à l'avancée technologique qu'est le téléphone portable, Hitler gagne la guerre et envahit le Royaume-Uni, si bien que quand Hirsch revient en 2011, le Royaume-Uni est sous contrôle nazi.
Simon et Alisha travaillent sous la contrainte au centre communautaire devenu une prison pour détenus ayant des pouvoirs supervisé par Shaun, tandis que Curtis organise la résistance avec Kelly, infiltrée au centre,  et Rudy. Quand Seth est capturé, Curtis décide de le faire tuer par Kelly afin qu'il ne devienne pas un atout pour les dirigeants nazis. Cependant, Kelly ne parvient pas à s'y résoudre et décide de le faire évader. Le sauvetage est un succès mais ils sont vite retrouvés, et Rudy, Curtis et Seth sont capturés.
Au centre, Shaun découvre le pouvoir du vieux juif. Son supérieur décide de faire disparaitre ce pouvoir : il ordonne à Seth de prendre son pouvoir et de le transmettre à Curtis avant de tuer les deux hommes. Pendant ce temps, Kelly prépare une attaque armée du centre ; elle est vite rejointe par Simon et Alisha. Les détenus sont libérés mais Seth est blessé. Avant de mourir, il confie le pouvoir de remonter le temps à Kelly par un baiser (il l'avait conservé et feint un transfert). Ainsi, Kelly parvient à reprendre le téléphone portable des mains d'Hitler, permettant ainsi un retour à la normale.

### Épisode 5:À corps perdu
- Royaume-Uni : 27 novembre 2011 sur E4
- France : 13 mai 2012 sur OCS Choc[6]

- Royaume-Uni : 1,05 million de téléspectateurs

Les cinq condamnés sont envoyés faire leur service dans un hôpital. Là, Kelly surprend un homme ne supportant plus de voir sa petite amie dans le coma. La femme ayant le pouvoir de changer de corps, elle prend celui de Kelly pour tenter de rejoindre son amant. Elle ignore cependant que Kelly avait rendez-vous avec Seth, et que ce changement de personnalité le fait douter de quelque chose.
Rudy a rendez-vous avec une thérapeute pour gérer les problèmes de colère qui ont mené à sa condamnation. Le fait qu'elle pointe vite les problèmes personnels de Rudy met ce dernier mal à l'aise, provoquant une nouvelle séparation de Rudy et son double. Si Rudy refuse de continuer la thérapie, le double apprécie la psychologue et commence à la fréquenter. Ceci amène à de nouveaux quiproquos, dont la psychologue, déjà fragile, est la victime.
Finalement, Alisha découvre la vérité. Quand ils apprennent que la femme dans le coma doit être débranchée, Seth et les Misfits se décident à emmener le corps au centre communautaire afin d'y refaire l'échange. Mais elle refuse et tente de tuer son corps avant de fuir, poignardant Shaun dans le tumulte avant d'être arrêtée et de se résigner. L'échange est inversé, mais au même moment, Shaun meurt.

### Épisode 6:Malédiction
- Royaume-Uni : 4 décembre 2011 sur E4
- France : 13 mai 2012 sur OCS Choc[6]

- Royaume-Uni : 1,498 million de téléspectateurs

Avec la mort de leur agent de probation, les Misfits n'ont rien de prévu pour leur journée. Kelly en profite pour passer du temps avec Seth. Cependant, Rudy découvre que la fille avec qui il a couché la veille avant de la laisser, a utilisé son pouvoir pour lui donner une IST très virulente. N'ayant aucun souvenir du nom ou du visage de la fille, Rudy demande de l'aide à Simon, qui accepte malgré lui.
Alisha et Curtis sont donc seuls au centre. Curtis a du mal à contrôler son pouvoir et a des symptômes féminins qui le surprennent. Alisha suspecte à raison que Melissa, la version féminine de Curtis, est enceinte. Quant à savoir qui est le père, Curtis comprend que c'est lui-même : il a découvert qu'il pouvait prolonger son plaisir en se masturbant d'abord comme garçon, puis comme fille.
La situation de Curtis vient semer le trouble entre Kelly et Seth, quand ce dernier découvre le test de grossesse utilisé par Curtis/Melissa. Peu après, Seth apprend qu'un de ses hommes de main a trouvé un homme ayant le pouvoir de ressusciter les morts. Il part donc s'approprier le pouvoir, dans l'attente d'un homme prêt à l'utiliser.
De leur côté, Simon et Rudy enchainent les quiproquos et les incompréhensions en se trompant de fille. Simon a finalement l'idée de rechercher la fille dans une boîte de nuit dont on faisait la promotion lors de la soirée où Rudy se trouvait. Là, Rudy parvient non sans mal à convaincre Leah qu'il mérite une seconde chance et elle le guérit.

### Épisode 7:Zombieland
- Royaume-Uni : 11 décembre 2011 sur E4
- France : 20 mai 2012 sur OCS Choc[6]

- Royaume-Uni : 1,462 million de téléspectateurs

Seth trouve le pouvoir qui lui permettra de ramener son ancienne copine de la mort et le confie à Curtis, qui l'utilise. Revenue à la vie, la petite amie se montre confuse et perdue. Curtis profite de ce nouveau pouvoir pour ressusciter le chat écrasé d'une vieille dame et le rendre à sa propriétaire avant de rejoindre le centre communautaire, investi par des pom pom girls.
Le lendemain, Curtis retrouve le chat en train de dévorer le visage de sa maîtresse, qui se relève et attaque Rudy, venu aider : son pouvoir crée des morts-vivants assoiffés de sang. Quand Kelly tente de prévenir Seth, il refuse de la croire, et il faudra que sa petite amie tue et contamine le voisin de Seth pour qu'il le réalise. La vieille dame est tuée mais personne ne se résout à tuer le chat, qui est ramené au centre communautaire avant que les Misfits ne prennent une décision. Mais le chat s'échappe et attaque les pom pom girls, entrainant le risque d'une contamination globale. Les Misfits décident de prendre les armes et tuer les revenantes, pendant que Seth et Kelly s'expliquent.

### Épisode 8:Éternel recommencement
- Royaume-Uni : 18 décembre 2011 sur E4
- France : 20 mai 2012 sur OCS Choc[6]

- Royaume-Uni : 1,503 million de téléspectateurs

Un prédicateur a le pouvoir de faire revenir les âmes mortes qui doivent encore accomplir quelque chose avant de rejoindre l'au-delà en paix. C'est ainsi que réapparaissent les deux anciens agents de probation : Sally et son fiancé, ainsi que Rachel, la jeune fille puritaine qui les avait manipulés.
Sally piège Simon en couchant avec lui et envoie la vidéo de la scène par MMS à Alisha qui rompt aussitôt avec Simon. Pour poursuivre sa vengeance, Sally retrouve Alisha sur le toit du centre communautaire et tente de la pousser mais son petit ami et les autres l'en empêchent. Puis, une fois qu'ils se sont retrouvés, les deux anciens agents s'enlacent et disparaissent pour rejoindre l'au-delà.
Pendant ce temps, Curtis et Rudy dévergondent Rachel (sexe, alcool et drogues) qui ne parvient pas à partir. Rudy lui évoque des âmes qui sont de retour par esprit de vengeance et cela la persuade qu'elle doit se venger. Armée d'un cutter, elle menace Curtis et Kelly, car ils représentent tout ce qu'elle a toujours détesté, puis tranche la gorge d'Alisha et celle-ci meurt dans un bain de sang pendant que Rachel disparaît.

### Épisode spécial: titre français inconnu (Erazer)
- Royaume-Uni : 4 décembre 2011 sur le site internet de E4[3]

- Cet épisode est basé sur l'histoire de Rudy en lien avec les évènements de l'épisode 6 de cette même saison.
- Il ne dure que 13 minutes 18 secondes.

## Informations sur le coffret DVD
- Intitulé du coffret : Misfits - Series 3 (zone 1) ; Misfits - Saison 3 (zone 2)
- Édition : Channel 4 DVD (zone 1) ; Koba Films (zone 2)
- Format d'image : Couleur, plein écran, PAL, 16/9 (compatible 4/3), format respecté au 1,78 : 1
- Audio : son stéréo, Dolby Digital 2.0
- Langues : anglais, français
  - Sous-titres : français
- Nombres d'épisodes : 8
- Nombre de DVD : 3
- Durée : 350 minutes
- Dates de sortie :
 Royaume-Uni : 26 décembre 2011
 France : 13 juin 2012

L'épisode raconte le début de l'histoire d'amour entre Simon et Alisha et ses répercussions dans le futur.
- Public : accord parental souhaité